# Hébécourt, Somme
Hébécourt là một xã ở tỉnh Somme, vùng Hauts-de-France, Pháp.

## Địa lý
Thị trấn này tọa lạc on the N1, khoảng 6 dặm Anh về phía nam của Amiens.

## Dân số
| 1962                                                           | 1968 | 1975 | 1982 | 1990 | 1999 | 2005 |
| -------------------------------------------------------------- | ---- | ---- | ---- | ---- | ---- | ---- |
| 147                                                            | 170  | 223  | 369  | 388  | 371  | 505  |
| Số liệu điều tra dân số từ năm 1962, dân số không tính hai lần |      |      |      |      |      |      |